# کونارک
کونارک (به انگلیسی: Konark) یک منطقهٔ مسکونی در هند است که در بخش پوری واقع شده‌است. کونارک ۱۵٬۰۱۵ نفر جمعیت دارد و ۲ متر بالاتر از سطح دریا واقع شده‌است.